# Cadella narutoensis
Cadella narutoensis is een tweekleppigensoort uit de familie van de Tellinidae. De wetenschappelijke naam van de soort is voor het eerst geldig gepubliceerd in 1960 door Habe.